# Anolis cybotes
Espèce
Synonymes
- Audantia cybotes (Cope, 1862)
- Audantia cybotes cybotes (Cope, 1862)
- Anolis riisei Reinhardt & Lütken, 1863
- Anolis citrinellus Cope, 1864
- Anolis doris Barbour, 1925
- Audantia cybotes doris (Barbour, 1925)
- Anolis saxatilis Mertens, 1938
- Audantia cybotes ravifaux (Schwartz & Henderson, 1982)

Statut de conservation UICN

 NT  : Quasi menacé
Anolis cybotes est une espèce de sauriens de la famille des Dactyloidae.

## Répartition
Cette espèce est originellement endémique d'Hispaniola. Elle se rencontre dans le Sud d'Haïti et dans le sud-ouest de la République dominicaine.

## Liste des sous-espèces
Selon The Reptile Database (12 août 2012) :
- Anolis cybotes cybotes Cope, 1862
- Anolis cybotes doris Barbour, 1925
- Anolis cybotes ravifaux Schwartz & Henderson, 1982

## Publications originales
- Cope, 1863 "1862" : Contributions to Neotropical saurology. Proceedings of the Academy of Natural Sciences of Philadelphia, vol. 14, p. 176-188 (texte intégral).
- Barbour, 1925 : New Neotropical Lizards. Proceedings of the Biological Society of Washington, vol. 38, p. 101-102 (texte intégral).
- Schwartz & Henderson, 1982 : Anolis cybotes (Reptilia, Iguanidae): the Eastern Hispaniolan populations. Milwaukee Public Museum Contributions in Biology and Geology, no 49, p. 1-8.